# Diphylleia
Genre
Diphylleia est un genre de plantes à fleurs de la famille des Berberidaceae. On le trouve à l'est des États-Unis et à l'est de l'Asie.
Diphylleia grayi, la fleur squelette, a la particularité de voir ses pétales devenir transparents lorsqu'il sont gorgés d'eau. Ceux-ci redeviennent blancs une fois secs. On la trouve à flanc de montagne au Japon, et en Russie dans les îles Sakhaline et Kouriles.

## Liste des espèces
- Diphylleia cymosa Michx.
- Diphylleia grayi F. Schmidt
- Diphylleia sinensis H. L. Li